# 杰克逊 (路易斯安那州)
杰克逊（英語：Jackson），是美国路易斯安那州下属的一座城市。根据2010年美国人口普查，该市有人口3,842人。建置上，属于“town”。